# Jakob Lampadius

Jakob Lampadius, Stich von Coenraet Waumans nach Anselm van Hulle.

Jakob Lampadius, auch Jacobus Lampadius, latinisiert aus Jakob Lampe (* 21. November 1593 in Heinsen; † 10. März 1649 in Osnabrück), war ein deutscher Jurist und braunschweig-lüneburgischer Staatsmann.

## Leben
Jakob Lampadius war ein Sohn des Bauern Peter Lampe und dessen Ehefrau Margarete Lampe, geborene Knoche. Er besuchte die Schule in Hildesheim und Hameln sowie das Gymnasium in Herford. Ab 1611 studierte er in Helmstedt Jura. In Tübingen setzte er als Präzeptor des jungen Herzogs Rudolf von Braunschweig-Lüneburg seine Studien fort. Nach dessen frühem Tod studierte Lampadius noch in Marburg, Gießen und Heidelberg, wo er 1619 promoviert wurde.
Nach einem Jahr als Assessor am Reichskammergericht in Speyer wurde Lampadius als Professor der Rechte nach Helmstedt und Ende 1621 als Hofrat Herzog Friedrich Ulrichs nach Wolfenbüttel berufen. Als solcher weilte er 1627 auf dem Kurfürstentag von Mühlhausen und 1631 am Konvent der Evangelischen in Leipzig. Er nahm an den Bündnisverhandlungen mit Gustav Adolf in Halle und Mainz sowie am Konvent der evangelischen Stände in Frankfurt am Main teil.
Nach dem Tod Friedrich Ulrichs und der Teilung des Herzogtums 1635 trat er in die Dienste Herzog Georgs von Braunschweig-Kalenberg und wurde 1638 Hannoverscher Vizekanzler. 1640 vertrat er Herzog Georg auf dem Nürnberger Kurfürstentag und dem Reichstag in Regensburg. Seit 1643 vertrat er Kalenberg auf dem Westfälischen Friedenskongress in Osnabrück. Er wurde einer der Wortführer der protestantischen Stände sowohl gegenüber Johan Adler Salvius (Schweden) als auch Trauttmannsdorff (Kaiser).

## Familie
Jakob Lampadius heiratete in der Hauptkirche Beatae Mariae Virginis (BMV) in Wolfenbüttel am 28. Oktober 1623 Catharina, eine Tochter des Kammerrates Warnecke. Die Tochter Anna Margarethe heiratete den Kanzler Chrysostomus Cöler (1607–1664) und erbte das väterliche Rittergut Heinsen. Der Sohn Christian (1624–1693) wurde Jurist und Staatsmann am Hannoverschen Hof. Die Tochter Dorothea Hedwig heiratete einen Sohn des braunschweigischen Politikers Johann Wissel. Zu Jakob Lampes Nachfahren gehörten der Chemiker Wilhelm August Lampadius (1772–1842) und Adelgunde Heisterbergk, die 1939 den Historiker Richard Dietrich heiratete.